# Włoska Powszechna Konfederacja Pracy

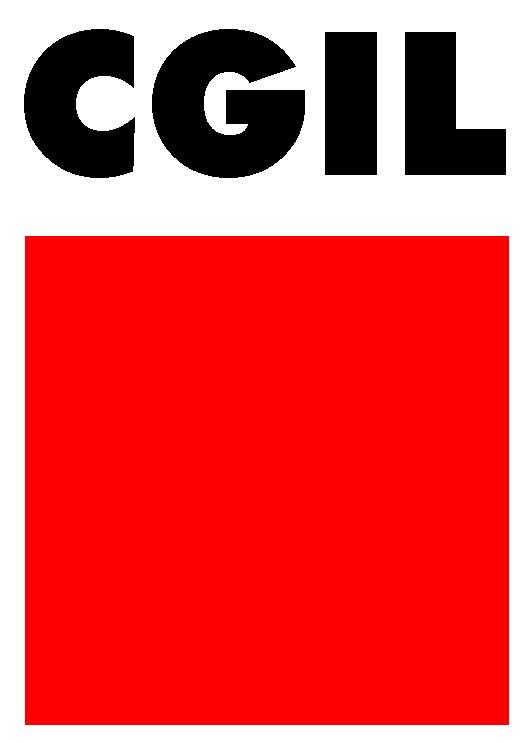
Logo CGIL

Włoska Powszechna Konfederacja Pracy (wł. Confederazione Generale Italiana del Lavoro, CGIL) – włoska federacja związków zawodowych, najliczniejsza centrala związkowa we Włoszech.
CGIL powstała w 1944 w Rzymie jako krajowa federacja pracowników mająca zastąpić organizacje związkowe działające w reżimie faszystowskim. Wśród założycieli znaleźli się przedstawiciele komunistów, socjalistów i chrześcijańskich demokratów. W zamierzeniach konfederacja miała być podstawową i niezależną od partii politycznych centralą związkową. W ciągu kilku pierwszych lat została jednak zdominowana przez komunistów. W 1950 chrześcijańscy demokraci powołali Włoską Konfederację Pracowniczych Związków Zawodowych (CISL), a socjaliści i republikanie – Włoską Unię Pracy (UIL).
Włoska Powszechna Konfederacja Pracy blisko współpracowała z Włoską Partią Komunistyczną, uzyskała członkostwo w Światowej Federacji Związków Zawodowych. Pozostaje jednocześnie najliczniejszą centralą związkową, aktywną w środowiskach pracowników przemysłu ciężkiego i pracowników zatrudnionych w rolnictwie. Liczba członków skupionych w niej organizacji szacowana jest na 5 milionów, CGIL w 2011 swój stan członkowski określiła na 5,76 miliona osób.

## Sekretarze generalni
- 1944–1957: Giuseppe Di Vittorio
- 1957–1970: Agostino Novella
- 1970–1986: Luciano Lama
- 1986–1988: Antonio Pizzinato
- 1988–1994: Bruno Trentin
- 1994–2002: Sergio Cofferati
- 2002–2010: Guglielmo Epifani[4]
- 2010–2019: Susanna Camusso
- od 2019: Maurizio Landini